# Eoraptor

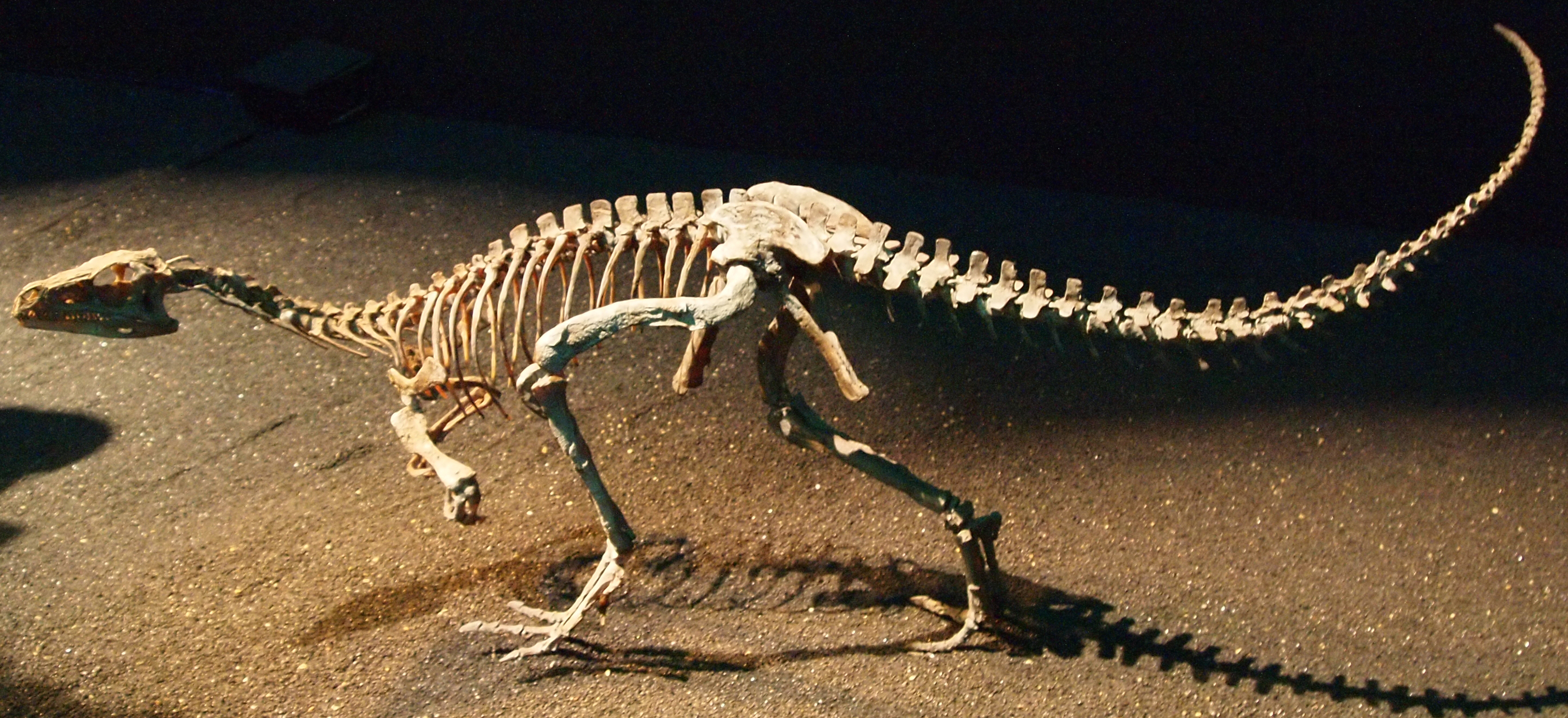

Eoraptor – rodzaj wczesnego dinozaura żyjącego w późnym triasie na terenie współczesnej Ameryki Południowej. Jego skamieniałości odkryto w formacji Ischigualasto w północno-zachodniej Argentynie, w osadach datowanych na karnik, około 232–229 mln lat. Zostały one odkryte w 1991 roku przez Ricarda Martíneza i opisane w 1993 przez Paula Sereno i współpracowników. Eoraptor był niewielkim dinozaurem, osiągającym długość około 1 m, ogólną budową i rozmiarami przypominającym prawdopodobnie ostatniego wspólnego przodka wszystkich dinozaurów. Eoraptor miał nietypowe dla większości dinozaurów uzębienie heterodontyczne, jest też jedynym, obok współczesnych mu niewielkich dinozaurów gadziomiednicznych Eodromaeus i Pampadromaeus, znanym dinozaurem mającym zęby na kości podniebiennej. Kończyny przednie, zakończone chwytnymi trójpalczastymi dłońmi, stanowiły mniej niż połowę długości kończyn tylnych, co sugeruje dwunożność eoraptora. Kształt koron zębów wskazuje, że Eoraptor był wszystkożerny lub całkowicie roślinożerny.
Etymologia nazwa rodzajowej: gr. εως eōs „świt”; łac. raptor, raptoris „złodziej, grabieżca”, od rapere „wykorzystać, złapać”. Etymologia epitetu gatunkowego: łac. luna „księżyc”; przyrostek –ensis „miejsce”; w aluzji do miejsca typowego.

## Klasyfikacja
Paul Sereno i współpracownicy (1993) ze względu na budowę kończyn przednich zaklasyfikowali eoraptora do teropodów. Pogląd ten był podzielany przez wielu autorów, m.in. przez Novasa (1996), Sereno (1999) i Rauhuta (2003), jednak liczne nowsze analizy sugerują, że nie był on teropodem i uznają go za bazalnego dinozaura gadziomiednicznego. Nicholas Fraser i współpracownicy (2002) w ogóle nie uznali go za dinozaura i zaklasyfikowali do szerszego kladu Dinosauriformes. Według analizy kladystycznej przeprowadzonej przez Langera i Bentona (2006) Eoraptor jest taksonem siostrzanym dla Eusaurischia – grupy obejmującej teropody i zauropodomorfy – jednak autorzy nie wykluczyli możliwości, iż w rzeczywistości jest on bazalnym teropodem. Stwierdzili również, że jest on bardziej zaawansowany niż herrerazaur i staurikozaur – inne wczesne dinozaury uznawane przez niektórych za teropody – jednak którakolwiek z hipotez dotyczących pozycji systematycznej eoraptora nie może być z całą pewnością potwierdzona. Analiza wykonana przez Nesbitta i współpracowników po odkryciu kilku niemal kompletnych szkieletów niewielkiego teropoda Tawa hallae – mogącego, ze względu na występującą u niego kombinację cech prymitywnych i zaawansowanych, mieć kluczowe znaczenie dla rozumienia wczesnej ewolucji dinozaurów – wsparła hipotezę o jego przynależności do teropodów. W 2011 roku Martínez i współpracownicy stwierdzili, że Eoraptor nie wykazuje wielu apomorfii teropodów, a w jego czaszce odnaleźli specjalizacje typowe dla zauropodomorfów, takie jak powiększony otwór nozdrza zewnętrznego, smukły wyrostek na brzusznej stronie kości łuskowej oraz nieco cofnięty pierwszy ząb kości zębowej. Analiza przeprowadzona przez autorów potwierdziła ich hipotezę o przynależności eoraptora do zauropodomorfów, wśród których znajdował się w trychotomii z rodzajami Panphagia i Saturnalia. Umieszczenie go wśród teropodów wymagałoby wydłużenia drzewa o dziewięć stopni w stosunku do najbardziej parsymonicznego.